# 娜芙蒂蒂
娜芙蒂蒂（公元前1370年 －公元前 1330年），是埃及法老阿肯納頓（又譯「阿蒙霍特普四世」）的王后。娜芙蒂蒂與她的丈夫在統治期間進行宗教革命，推翻所有古埃及傳統神明的多神信仰，規定只能崇拜阿頓神的一神信仰。
考古學家推斷，娜芙蒂蒂在當時也許曾與阿肯納頓（在位期為公元前1352年到1336年）一起治理過埃及。在夫君死後，娜芙蒂蒂藉由將圖坦卡門（後來成為法老）收作養子，借此獨掌大權了一段時間，最後可能因爲政變被迫下臺，她也就此失去了記載。
娜芙蒂蒂著名的半身像，由德國考古學家路德維希·波爾哈特於1912年率領的德國考古隊，在埃及阿瑪納遺址發掘出土。現藏於德國柏林新博物馆，由於當初波爾哈特是以欺騙的手段將半身像運出埃及，被視為非法行為，也因此這些年埃及古蹟最高委員會一直在努力向柏林博物館索還此文物。

## 家庭
传说娜芙蒂蒂拥有令人惊豔的绝世美貌，她也是古埃及最有权力与地位的女性。她的名字在埃及語的拼音為Nfr.t-jy.tj，原讀音為「娜芙泰塔」（Nafteta），意思是「美人來了」，她人如其名，長得非常漂亮，美麗動人，是埃及第一美人，也是世界四大美人之一的絕世美女，且擅長養顏美容。娜芙蒂蒂的父親可能是阿孟霍特普三世的正室泰伊王后的兄弟阿伊大臣；娜芙蒂蒂的親生母親可能是阿伊的第一任妻子露伊，她在娜芙蒂蒂兩歲時死去；之后，阿伊娶第二任妻子-铁伊並生下姆特诺杰美特。阿伊也在娜芙蒂蒂的女婿图坦卡蒙去世后迎娶图坦卡蒙的妻子(同时是圖坦卡蒙的同父異母三姊)、自己的外孫女、娜芙蒂蒂的女儿安克姗海娜曼。目前並不知道阿肯那頓與娜芙蒂蒂是甚麼時候結婚，也不知道娜芙蒂蒂在甚麼時候晉升為「大皇后」（Great King's Wife, his beloved）。可以確定的是，她生下六個女兒。
她和埃赫那吞的女儿分别是:
- 梅莉塔提，长女，疑似是法老斯蒙卡拉的皇后。她也有可能是埃赫那吞后来的继承人娜芙娜芙鲁阿頓，帝王谷21号公墓中的其中一具木乃伊可能是她
- 梅珂塔吞，次女，最后一次与祖母泰伊皇后在一份日期为法老埃赫那吞统治12年（公元前1338年）11月21日的一封信上出现，可能在之后死亡
- 安克姗海娜曼，三女，法老图坦卡蒙的姊姊兼皇后，与图坦卡蒙有两个女儿，但不幸早夭。后为阿伊的皇后，后失去记载，帝王谷21号公墓里其中一具木乃伊相信是她
- 娜芙鲁拉-塔斯荷瑞特，四女，出现于几幅壁画上
- 娜芙娜芙若兒，五女，出现于几幅壁画上
- 赛塔潘拉，么女，出现于几幅壁画上

## 半身像
娜芙蒂蒂胸像是尊有三千三百年歷史，以石灰岩與灰泥雕塑成的彩繪人像。這座雕像所刻的是古埃及法老阿肯那頓的大皇后（the Great Royal Wife）娜芙蒂蒂。因為這座雕像的複製品是最廣為流傳的古埃及藝術品之一，娜芙蒂蒂也成為最有名的古代女性之一，同時也是女性美的一種指標。一般认为這尊雕像是在公元前1345年由雕刻家圖特摩斯所雕。
1912年時，一支由德國考古學家路德維希·波爾哈特率領的德國考古隊在位於埃及阿瑪納
的圖特摩斯工作室發現了娜芙蒂蒂的半身像。這座雕像在被發現後曾被收藏於德國數個不同的地點，這其中包括位於馬克斯·基瑟巴赫（Merkers-Kieselbach）市的鹽礦坑、柏林的達雷姆博物館（Museum Dahlem）、夏洛滕堡的埃及博物館（Ägyptisches Museum）和柏林博物館島上的老博物館。娜芙蒂蒂像目前藏於博物館島上的新博物館，二次世界大戰之前這座雕像正是在此地展出。

## 更多圖片

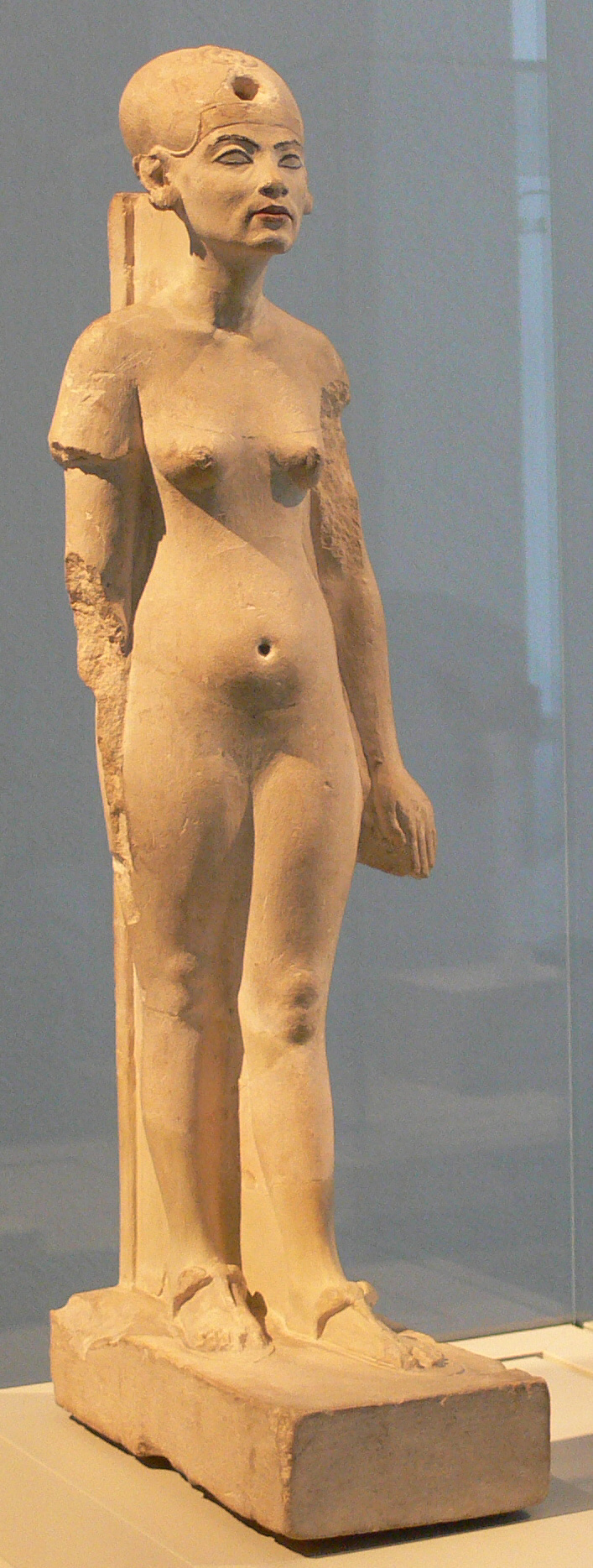
娜芙蒂蒂的雕像
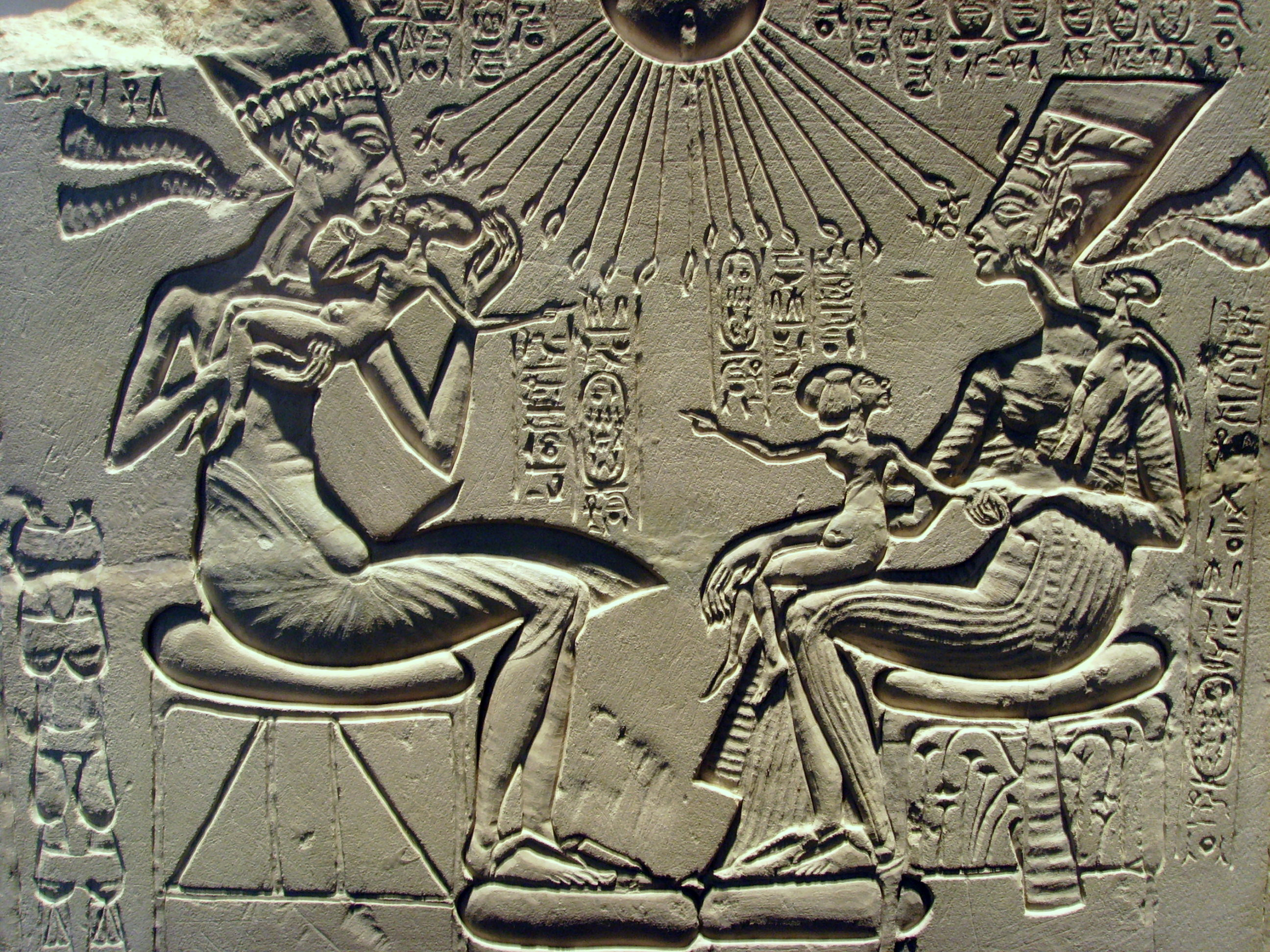
壁畫中的娜芙蒂蒂（一）
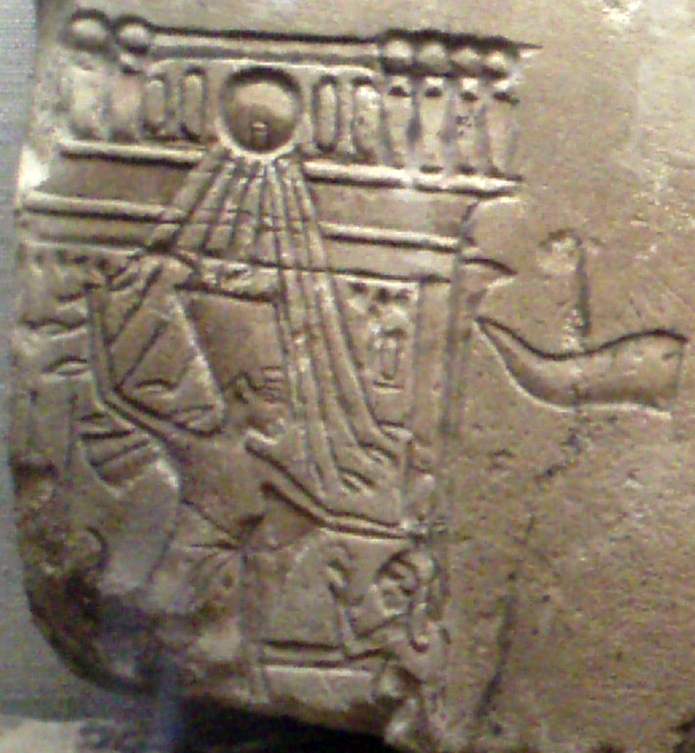
壁畫中的娜芙蒂蒂（二）
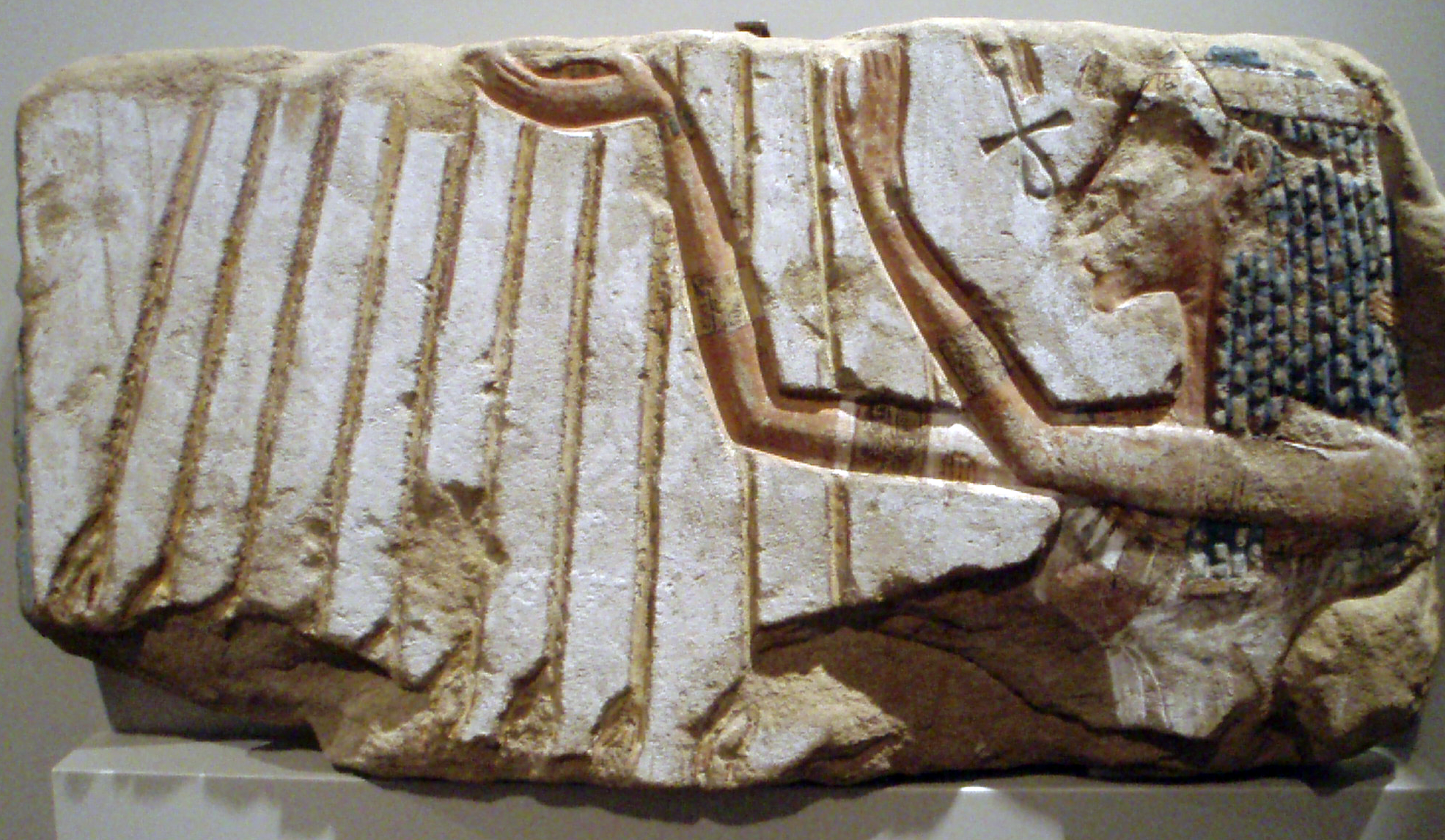
壁畫中的娜芙蒂蒂（三）
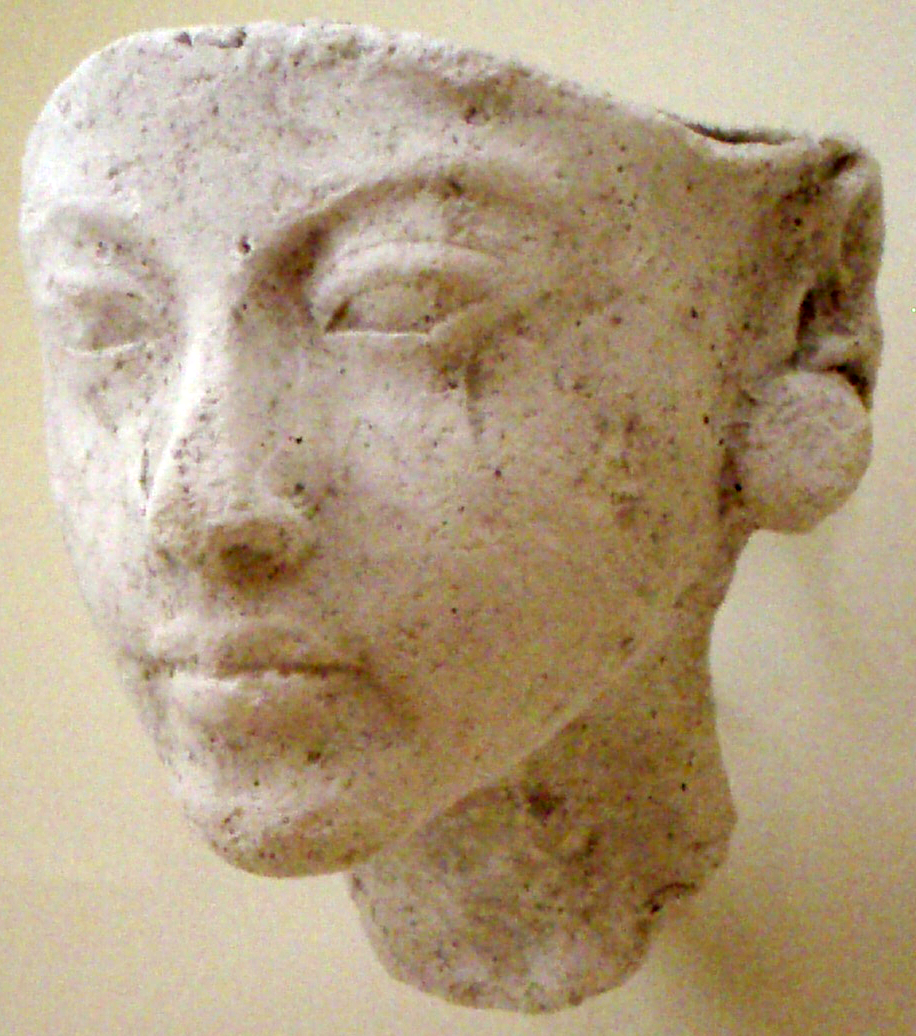
娜芙蒂蒂造型的面具
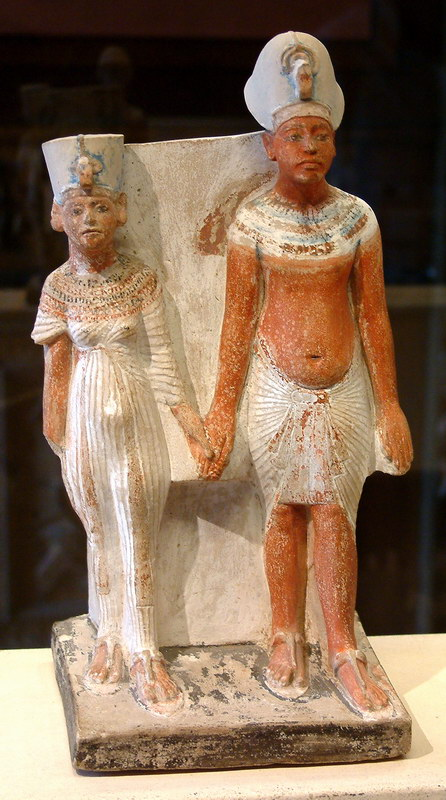
娜芙蒂蒂與丈夫的雕像
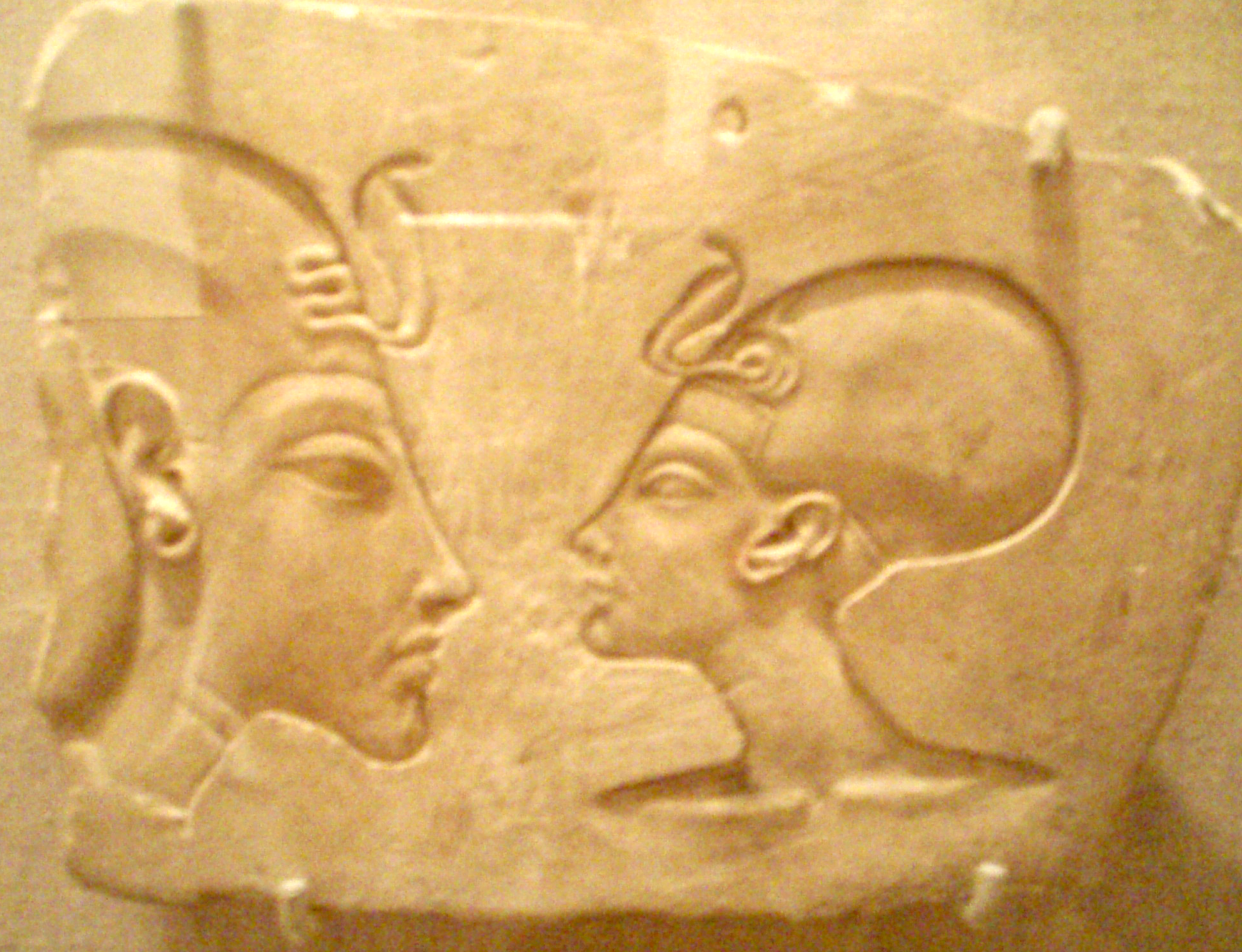
娜芙蒂蒂圖案的陶杯
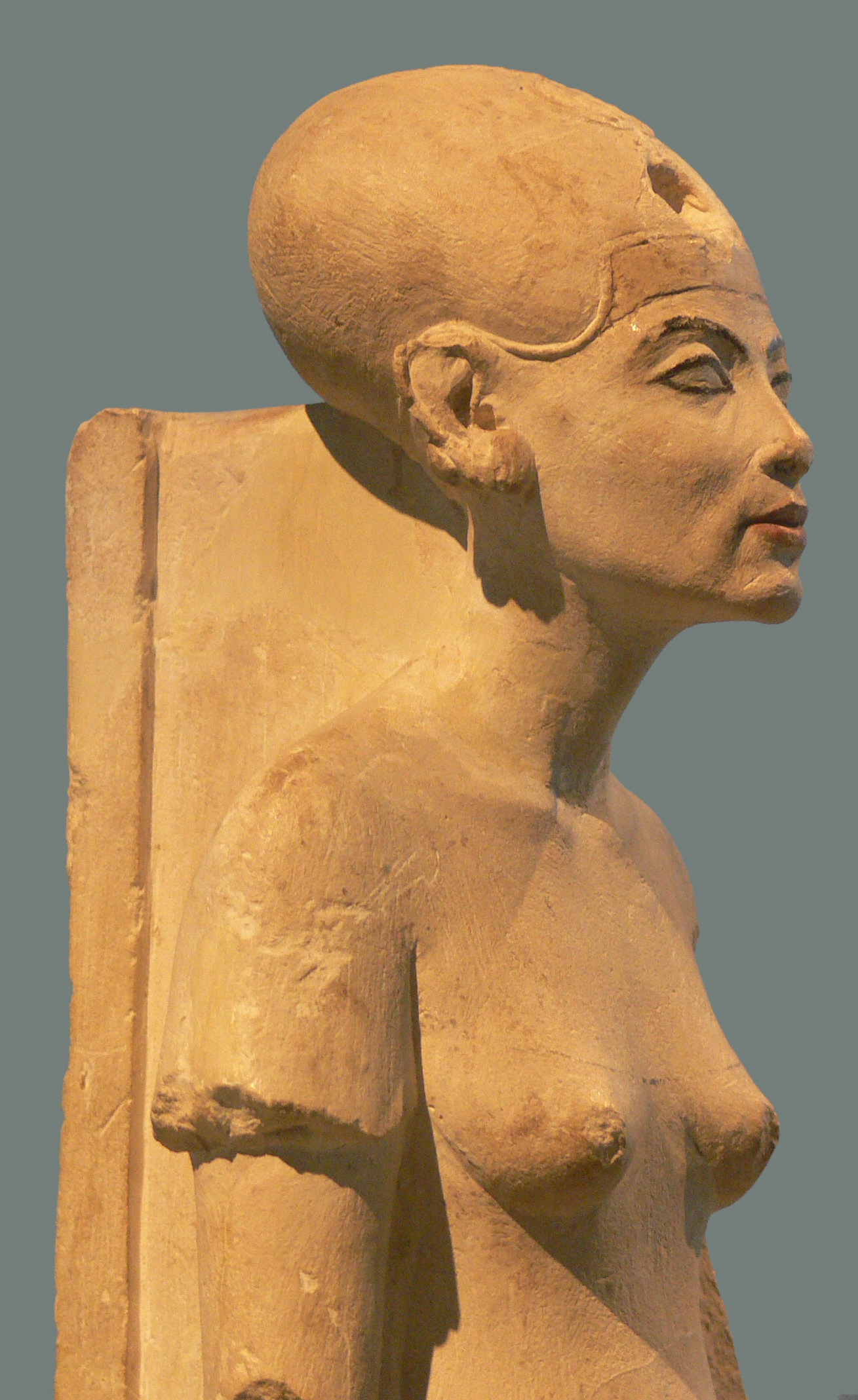
娜芙蒂蒂雕像近距離照

## 大众文化的娜芙蒂蒂
- 《埃及人》,由饰演娜芙蒂蒂
- 《娜费儿提提,尼罗河的女王》,1961年的电影,由饰演娜芙蒂蒂
- 《Nefertiti, figlia del sole（英语：Nefertiti, figlia del sole）》,1999年的电影,由饰演娜芙蒂蒂~
- 《La Reine Soleil（英语：La Reine Soleil）》,2007年的動畫電影,由配音娜芙蒂蒂
- 在电影《神鬼傳奇2》里，法老塞提一世的公主的名字“Nefertiri”（妮斐提利）来自娜芙蒂蒂(Nefertiti)和妮菲塔莉(nefertari)的英文名字的结合，电影里，她在阳台上看见塞提一世因发现他的皇后anck-su-namu与大臣印和阗幽会而被杀，公主太过激动坠楼而亡

## 外部連結
- Staatliche Museen zu Berlin: Egyptian Museum and Papyrus Collection（页面存档备份，存于）
- Nefertiti no era la madre del rey Artículo de El País
- 王妃ネフェルティティの胸像レプリカ （页面存档备份，存于）
- Královna Nefertiti na starovekyegypt.net
- Královna Nefertiti na egyptologie.cz （页面存档备份，存于）
- Busta Nefertiti ve 3D （页面存档备份，存于）